# Avenida Paulista
Avenida Paulista (på portugisisk) er en stor og berømt boulevard i byen São Paulo, og en af de vigtigste, da det er her, at det finansielle centrum ligger.
Udover at være den største avenue i byen, er Paulista Avenue også skueplads for store arrangementer såsom Gay Pride paraden, São Silvestre Marathon, nytårsfejring og andre vigtige begivenheder. Gadens største turist-spots er Museu de Arte de São Paulo og Institut Pasteur.